# 小林誠 (イラストレーター)
小林 誠（こばやし まこと、1960年7月13日 - ）は、日本のモデラー (模型)、イラストレーター、メカデザイナー、漫画家、アニメ監督。代表作に『ドラゴンズヘブン』『迷宮都市』『未来兵器AS』『ICE』などがある。東京都出身。イラストレーター・アニメ監督の小林治は実弟。

## 経歴
1980年代半ばに雑誌「ホビージャパン」誌上で数々のオリジナルデザインによるフルスクラッチ製作を行い、注目を集める。『機動戦士Ζガンダム』や『機動戦士ガンダムΖΖ』に登場するモビルスーツ (MS) 群を手がけ、これらのデザインワークによってアニメファン・メカファンへの知名度が急上昇し、ガンダム世界を独自に解釈・展開した作品群を模型誌で多数発表した。これらのMS群は他のデザイナーの手によって作画用にクリーンナップされたものが多いが、自身によって描かれるコミックやイラスト、そして模型では、よりオリジナルに近い独特のアレンジが施されている。その中でも、ジ・Oとバウンド・ドックは『ガンダム』から離れて世界観の異なる諸作品にも「GEO（NEOGEO）」や「ガンプ」としてスター・システム的に登場している。
『ドラゴンズヘブン』の脚本家、鴻上育世は妻である。元アシスタントに韮沢靖や竹谷隆之らがいる。
『Ζガンダム』以前には、グンゼ産業が発売した『特装機兵ドルバック』のプラモデルシリーズでボックスアートを手がけたほか、同社発行の冊子『ドルバックニュース』で模型作例などを担当しており、一部の作例は雑誌広告などでも使用された。本人のX(旧Twitter)上の発言によれば、有井製作所(現マイクロエース)の『超時空要塞マクロス』の初期のプラモデルシリーズの開発にも参加していた。
元々立体物やコミック、イラストといったものを複合させた作品群においてはセルフプロデュース・セルフディレクションを行いながら活動を続けていたが、1990年代以降はアニメーション演出の分野にも活動の幅を広げており、監督作品としては秋元康と組んで制作した『シックスエンジェルス』や『ICE』といった作品が挙げられる。また、『宇宙戦艦ヤマト 復活篇』（ディレクターズカット版）には監督代行、『宇宙戦艦ヤマト2202 愛の戦士たち』には副監督としてそれぞれ参加している。本作品以降商業作品への参加は途絶えたが、近年(2023年)都内の区民交流施設の『敬老祭』において『宇宙戦艦ヤマト』や『機動戦士Zガンダム』のメカニックをオマージュした新作イラストを発表している。立体物としては松本零士作品にお馴染みの『海賊船アルカディア号』をオマージュした大型模型アルカダイン(以前は幻影号と呼称)を展示した。

## 作品

### オリジナル模型企画
- ハイパーウェポンシリーズ（モデルアート）
- パワードアーマー・バリエーション（グンゼ産業） - アニメ『特装機兵ドルバック』からの派生企画
- S.F.3.Dオリジナル（ホビージャパン） - 一部デザインと模型作例協力
- 未来兵器AS（ホビージャパン）
- ソロモンエクスプレス（電撃ホビーマガジン） - 『機動戦士ガンダム』外伝的作品
- 飛ぶ理由（スケールアビエーション）

### 漫画
- ドラゴンズヘブン
- 迷宮都市
- 機動戦士ガンダム外伝 Gの伝説

### アニメーション
- ドラゴンズヘブン（原作、監督）
- 機動戦士Ζガンダム
- 機動戦士ガンダムΖΖ
- ジャイアントロボ THE ANIMATION -地球が静止する日
- 超神伝説うろつき童子
- ヴイナス戦記
- LAST EXILE[1]
- 新海底軍艦（メカデザイン）
- YAMATO2520
- 銀河帝国の滅亡・外伝　蒼き狼たちの伝説
- 超重神グラヴィオン
- 超重神グラヴィオンZwei
- sin THE MOVIE（ビジュアル・コンセプト・スーパーバイザー、コンピューター・グラフィックス、メカニック・美術デザイン）
- トリニティ・ブラッド
- SAMURAI 7[2]
- FF：U 〜ファイナルファンタジー:アンリミテッド〜
- シックス・エンジェルズ（監督、メカニックデザイン）
- ブレイブストーリー
- ICE（監督他　2008年釜山国際映画祭、シカゴ国際映画祭、サンパウロ国際映画祭招待作品）
- ドルアーガの塔 〜the Aegis of URUK〜
- ドルアーガの塔 〜the Sword of URUK〜
- 宇宙戦艦ヤマト 復活篇（副監督）
  - 宇宙戦艦ヤマト 復活篇 ディレクターズカット版（監督代行）
- スペースチャイルドアドベンチャー・グランオデッセイ（2005年日本国際博覧会三井・東芝館） - プロダクションデザイン
- ラストエグザイル-銀翼のファム- - プロダクションデザイン[3]
- 宇宙戦艦ヤマト2199 - セットデザイン
  - 宇宙戦艦ヤマト2199 星巡る方舟 - セットデザイン
  - 宇宙戦艦ヤマト2202 愛の戦士たち - 副監督
- ラクエンロジック

### その他
- フジサンケイ夢工場'87スーパーゲームZマッハビジョン - 企画・デザイン・製作
- 映画『ゴジラvsビオランテ』（1989年） - スーパーX2造形[注釈 2]
- アーマード・コア フォーアンサー - 巨大兵器「アームズフォート」の一部デザイン
- タラ・ダンカン - 裏表紙の紋章イラスト
- アドベンチャーヒーローブックス 機動戦士ガンダム 灼熱の追撃 - カバーイラスト
- World of Warships - プレミアム艦艇「紀伊」「愛鷹」「ローマ」の特殊迷彩のデザイン
- 日野自動車 - 東京オートサロン2019・大阪オートメッセ2019出展車両（日野・プロフィア、日野・レンジャー）[5]

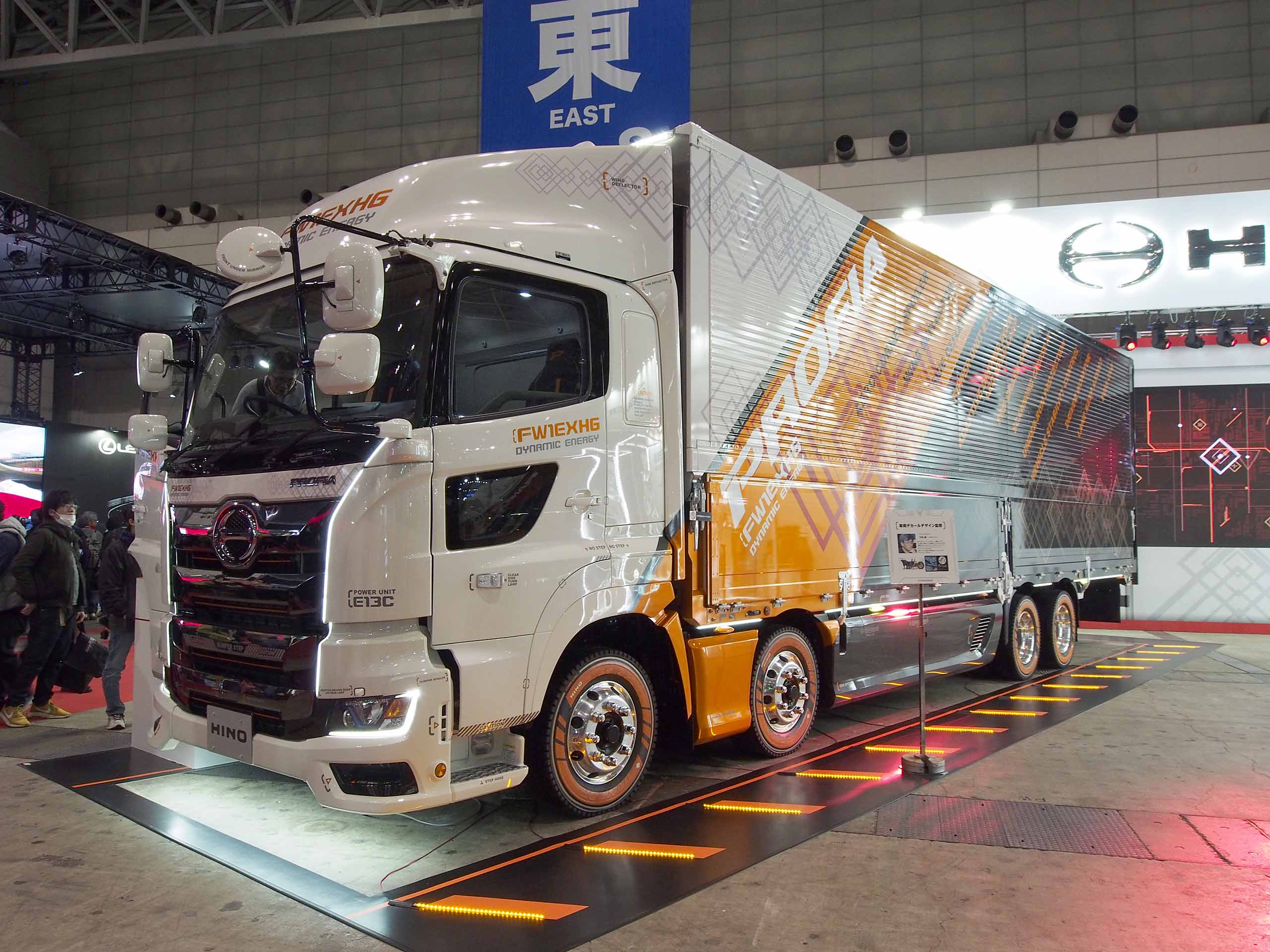
日野・プロフィア 東京オートサロン2019出展車両
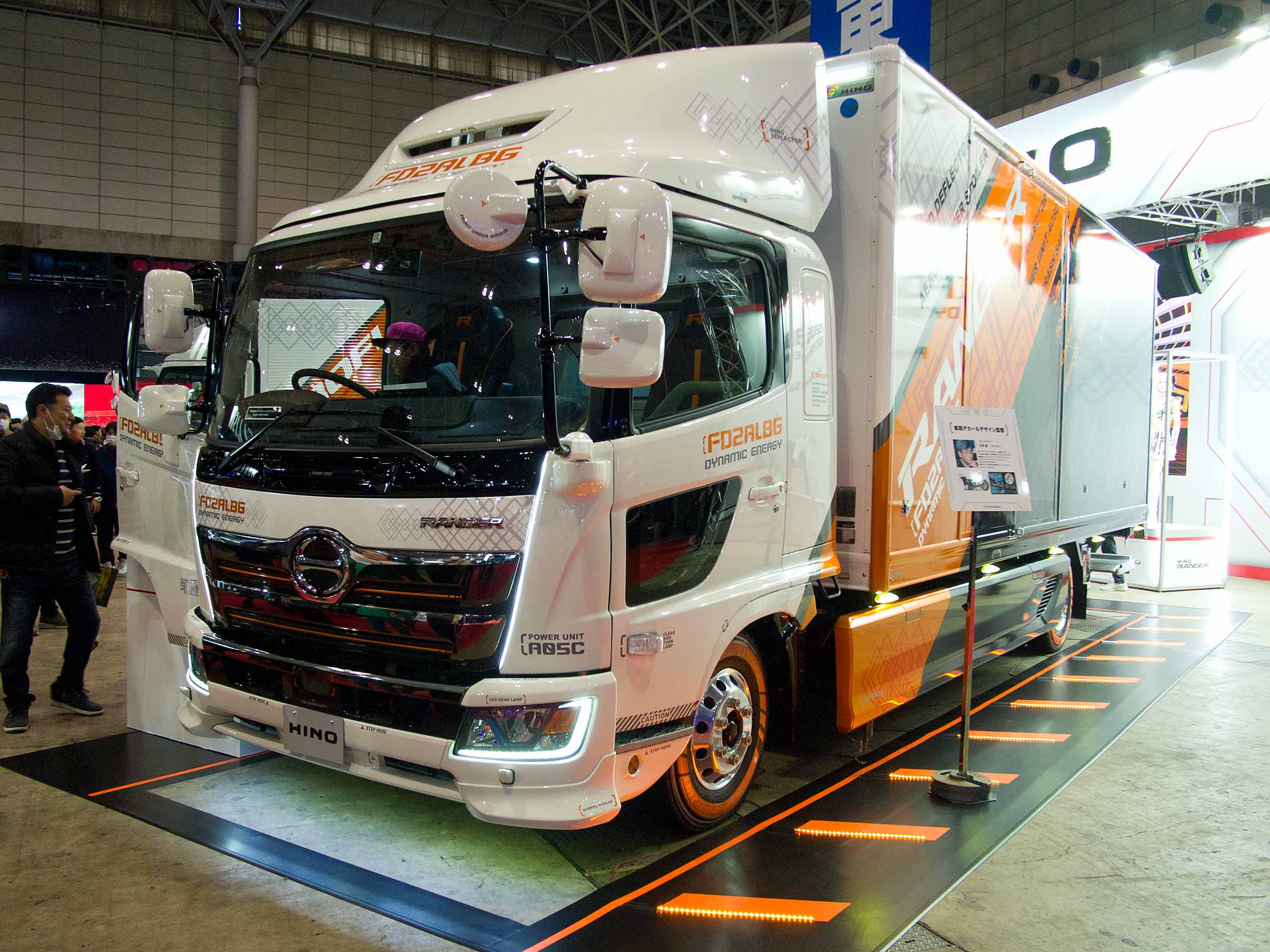
日野・レンジャー 東京オートサロン2019出展車両